# Senecio serratifolius
Kitipshu (Senecio serratifolius) es una especie de planta de la familia Asteraceae.

## Descripción

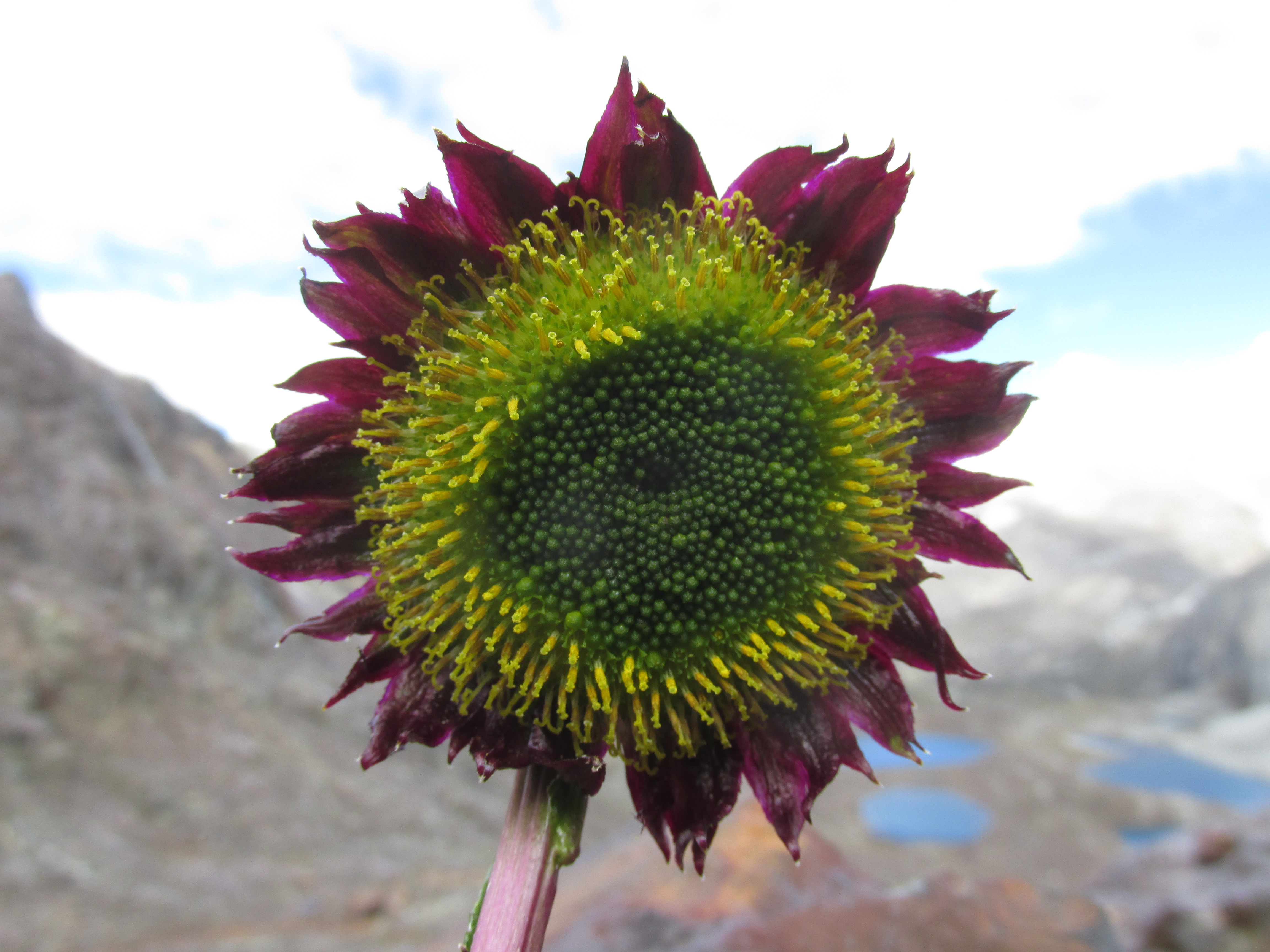
Flor del kitipshu

Hierba erguida, que crece de hasta 15 cm de alto, sus brácteas moradas y flores amarillas, relativamente grande  de unos 5 cm de diámetro, hojas basales aserradas y cortas de 5-10 cm,  que generalmente crece en zonas andinas entre los 4300-4850 m,  esta se  le encuentra en Quitaracsa al norte de la cordillera blanca entre los 4400 y 4800 m.s.n.m., cuya flor de esta planta de color amarilla relativamente grande e inclinada hacia el suelo.

## Etimología
El nombre de "kiti" cuyo significado es "inclinarse" donde explican los habitantes del lugar que "su cabeza nunca se levanta" de allí la analogía buscada por los brujos para castigar a un  esposo/a  infiel, maleficio para  el varón o mujer infiel, se quede el resto de su vida agachado.

## Nombres comunes
- Kitipshu,[3] wamanripa (en Chavín)[2]